# Părău
Părău è un comune della Romania di 2111 abitanti, ubicato nel distretto di Brașov, nella regione storica della Transilvania.
Il comune è nato in seguito all'unione di 4 villaggi: Grid, Părău, Veneția de Jos, Veneția de Sus.